# المجلس الوطني للدفاع عن الديمقراطية – قوات الدفاع عن الديمقراطية
المجلس الوطني للدفاع عن الديمقراطية – قوى الدفاع عن الديمقراطية (بالفرنسية: Conseil National Pour la Défense de la Démocratie–Forces pour la Défense de la Démocratie) ويُعرف اختصاراً CNDD–FDD هو الحزب الحاكم حاليا في بوروندي خلال الحرب الأهلية البوروندية، كان المجلس الوطني للدفاع عن الديمقراطية – قوى الدفاع عن الديمقراطية أكبر مجموعة متمردة نشطة وأصبحت واحدا من أكبر الأحزاب السياسية في بوروندي.